# El canto de los gorriones
El canto de los gorriones (en persa: آواز گنجشکها, Avaze gonjeshk-ha‎; en inglés: The song of Sparrows) es una película del director iraní Majid Majidi, estrenada en 2008. Cuenta una parábola agridulce sobre cómo una humilde familia rural enfrenta el cúmulo de dificultades que se le presentan cuando el padre pierde su trabajo y se busca la vida en la capital, Teherán. Destaca la actuación del actor interpretando el papel del padre, Reza Naji, que se vio premiada en festivales internacionales.

## Sinopsis
Karim vive una vida humilde pero feliz con su mujer y sus hijos en una aldea rural de la región de Teherán. Trabaja en un criadero de avestruces pero pierde su trabajo cuando se le escapa una. Al mismo tiempo se estropea el audífono de su hija sorda y tiene que desplazarse en moto a la capital para que lo arreglen. Pero allí le toman por un mototaxi y descubre así una nueva manera de ganarse la vida, aunque mucho más precaria, transportando mercancías y personas en el bullicio de la gran ciudad. Mientras su mujer y sus hijos, para ganarse el sustento, se dedican en la aldea a múltiples trabajos con ayuda de familiares y vecinos, el nuevo trabajo de Karim poco a poco le va cambiando su carácter generoso y afable, alejándose de los principios solidarios que gerentan la vida de los aldeanos.

## Sobre la película
El crítico del New York Times, Stephen Holden, sintetiza así el argumento de la película: «Perder su alma y recuperarla tras una temporada en el infierno». Si El canto de los gorriones tiene muchos elementos propios de un drama naturalista, es en realidad una fábula espiritual sobre cómo un buen hombre se relaciona con su familia, su comunidad y cómo conlleva su fe. Y mientras se muestran bonitas escenas de la apacible vida rural, la ciudad aparece como el infierno en la tierra, con atascos al borde del colapso, caóticas obras de construcción con vertederos de materiales desechados y frenéticos hombres de negocios arrimados a sus móviles.

## Premios
- Asia Pacific Screen Awards 2008 (Australia): Premio al Mejor Actor para Reza Naji (como Mohammad Amir Naji)
- Festival Internacional de Cine de Berlín 2008 (Alemania): Oso de Plata al Mejor Actor para Reza Naji (como Mohammad Amir Naji) y nominación de Majid Majidi al Oso de Oro
- Festival Internacional de Cine de Fajr 2008 (Irán): Crystal Simorgh al Mejor Director (Majid Majidi), Mejor Montaje (Hassan Hassandoost), Mejor Maquillaje (Saeid Malekan) y Mejor Banda Sonora Original (Hossein Alizadeh)
- National Board of Review 2009 (EE. UU.): Mejor película Extranjera

La película fue seleccionada por el gobierno de Irán para representar al país en los Premios Óscar 2009.